# Ingo Ehrlich
Ingo Ehrlich (* 1966) ist ein deutscher Filmeditor und Nachhaltigkeitsberater.

## Leben
Ingo Ehrlich wurde ab Ende der 1980er-Jahre als Schnitt-Assistent und wenige Jahre später als Filmeditor tätig. Für die Filmbiografie Ein Leben lang kurze Hosen tragen wurde er 2003 mit dem Deutschen Kamerapreis für den besten Schnitt ausgezeichnet. Seine weiteren Arbeiten waren überwiegend fürs Fernsehen, darunter diverse Tatort-Episoden für den WDR und NDR.
Seit einer Weiterbildung mit dem Abschluss Green Consultant Film bei der IHK München arbeitet er seit 2021 als Nachhaltigkeitsberater in den Bereichen Kultur (Schwerpunkt Medien), Bildung und Organisationsberatung.

## Filmografie (Auswahl)
- 1996: Gespräch mit dem Biest
- 1997: Klassenziel Mord
- 1998: Freundinnen & andere Monster
- 2002: Nachts im Park
- 2002: Ein Leben lang kurze Hosen tragen
- 2002: Fickende Fische
- 2002: Tatort: Fakten, Fakten …
- 2004: Allein
- 2006: Tatort: Schattenspiele
- 2007: Tatort: Investigativ
- 2008: Tatort: Borowski und das Mädchen im Moor
- 2009: Doktor Martin (Fernsehserie, 6 Folgen)
- 2010: Tatort: Borowski und der vierte Mann
- 2011: Tatort: Der Weg ins Paradies
- 2011: Holger sacht nix
- 2013: Zeit der Helden (Fernsehserie, 9 Folgen)
- 2014–2023: SOKO Wismar (Fernsehserie, 33 Folgen)
- 2015: Der Hafenpastor und das graue Kind
- 2015–2022: Großstadtrevier (Fernsehserie, 9 Folgen)
- 2017: Eltern allein zu Haus (Fernseh-Trilogie)
  - 2017: Die Schröders (Film 1)
  - 2017: Die Winters (Film 2)
- 2018: Nord bei Nordwest – Sandy
- 2018: Wolfsland: Der steinerne Gast
- 2019: Hotel Heidelberg (Fernseh-Siebenteiler, 2 Folgen)
- 2021: Letzte Spur Berlin (Fernsehserie, 3 Folgen)

## Belege
1. ↑  Ingo Ehrlich bei deutscher-kamerapreis.de

| Personendaten    | Personendaten        |
| ---------------- | -------------------- |
| NAME             | Ehrlich, Ingo        |
| KURZBESCHREIBUNG | deutscher Filmeditor |
| GEBURTSDATUM     | 1966                 |